# Raket (ijs)

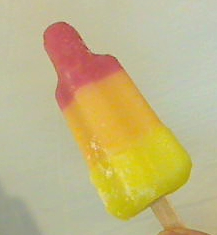
Een raketijsje

De Raket is een consumptie-ijsje in de vorm van een raket. Het bestaat uit drie smaken waterijs, die alle drie een andere kleur hebben. Meestal is de bovenste laag roze-rood (frambozen- of aardbeiensmaak), de middelste oranje (sinaasappel) en de onderste geel (ananas, citroen of peer). Tijdens grote internationale voetbaltoernooien zijn raketijsjes in de kleuren van nationale vlaggen in de supermarkt te vinden. 
De Raket is nog steeds een merknaam van Ola, maar raketijsjes worden onder verschillende andere namen verkocht, onder andere als huismerk.

## Geschiedenis
De eerste raketijsjes werden door Ola in 1962 op de markt gebracht. De smaken van deze oorspronkelijke variant zijn framboos, sinaasappel en ananas. De vorm en naam van het ijsje hebben te maken met de opkomst van de ruimtevaart in die tijd: in 1961 maakte de Russische kosmonaut Joeri Gagarin als eerste mens een tocht door de ruimte.
De raketijsjes werden geproduceerd in het Belgische Baasrode, totdat de productie in 1985 werd overgeheveld naar de  ijsfabriek van Unilever in het Nederlandse Hellendoorn. Sinds 2003 vindt de productie plaats in Gloucester in Engeland.
In 2007 werd er een poging gedaan door Ola om de receptuur van het waterijsje te veranderen. De Raket zou een fruitigere smaak krijgen en minder zoet worden. De reactie op deze verandering was echter zo negatief dat Ola besloot de veranderingen weer terug te draaien.
In maart 2016 maakte Unilever bekend na 54 jaar te stoppen met de productie van raketijsjes. Later bleek dit een 1 aprilgrap te zijn: de ijsjes bleven gewoon verkrijgbaar. Sinds 2017 is er ook een raket op de markt met de naam Hollandse Raket. Deze Raket heeft de kleuren van de Nederlandse vlag en heeft de smaken framboos, citroen-limoen en cola.
De Raket-benaming werd in juni 2024 ook gebruikt bij een mogelijke formule voor de Vlaamse regering met de partijen Vooruit (rood), CD&V (oranje) en N-VA (geel).

## Populariteit
Jaarlijks produceert Ola ongeveer 35 miljoen raketijsjes voor de Nederlandse markt, waarmee de Raket het bestverkocht ijsje van het bedrijf is. Naast de Ola-raket heeft nagenoeg iedere supermarktketen een raket onder eigen merk. De eigenmerk-raketten zijn in vorm gelijk aan de Ola-raket, of ze hebben de vorm van een spaceshuttle. De raket is sinds de jaren '60 van de twintigste eeuw het best verkochte waterijsje van Nederland. De Ola-raket is als een van de weinige ijsjes altijd onveranderd gebleven en heeft dus ook nooit, anders dan het vergelijkbare ijsje Apollo van het voormalige Caraco, een top van chocolade gehad.

Het grootste deel van de raketijsjes wordt verkocht in Nederland. Een kleiner deel gaat vanuit de fabriek naar België en Frankrijk om daar verkocht te worden.